# Vršovice

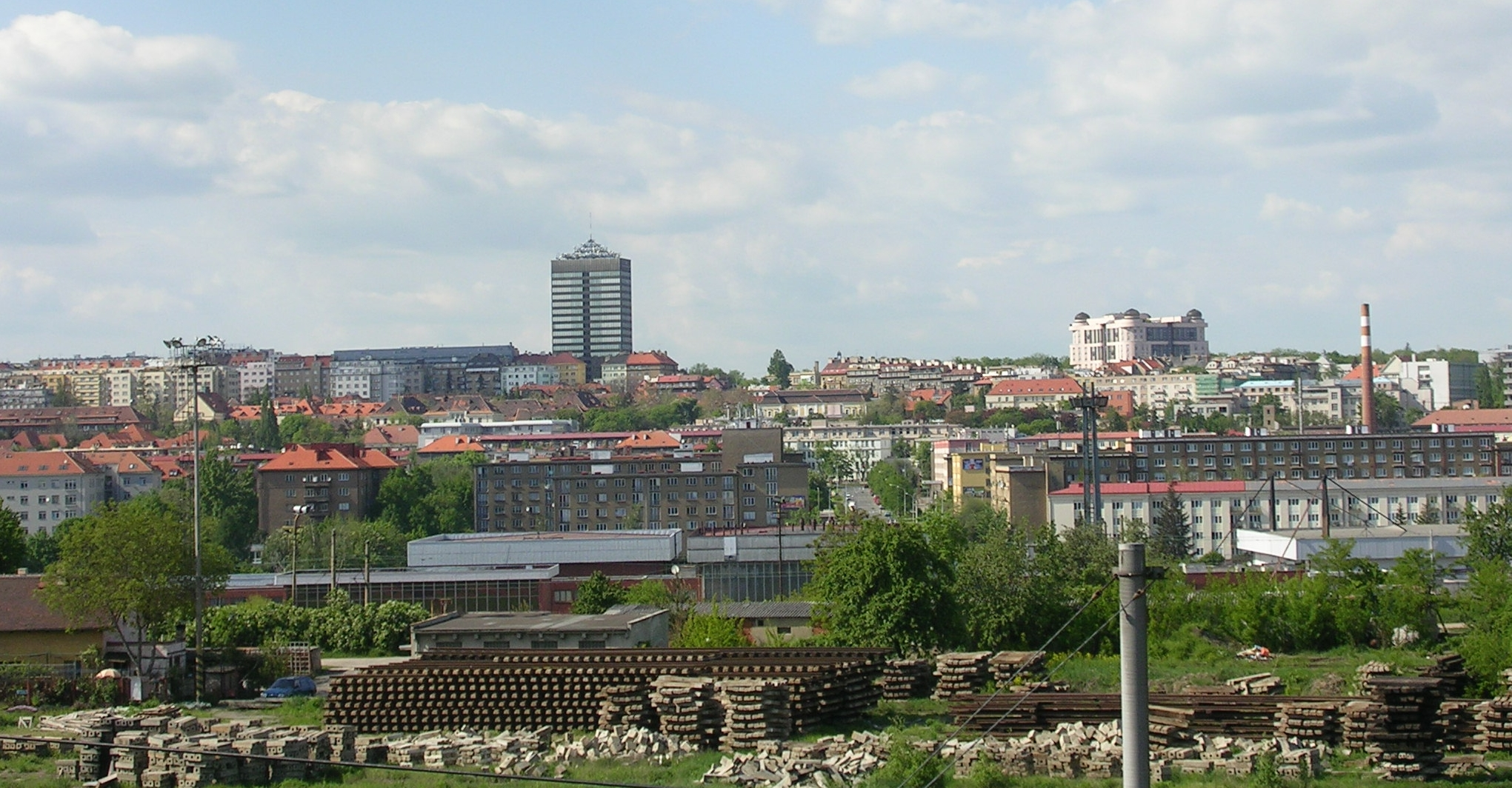
Vista general de Vršovice.

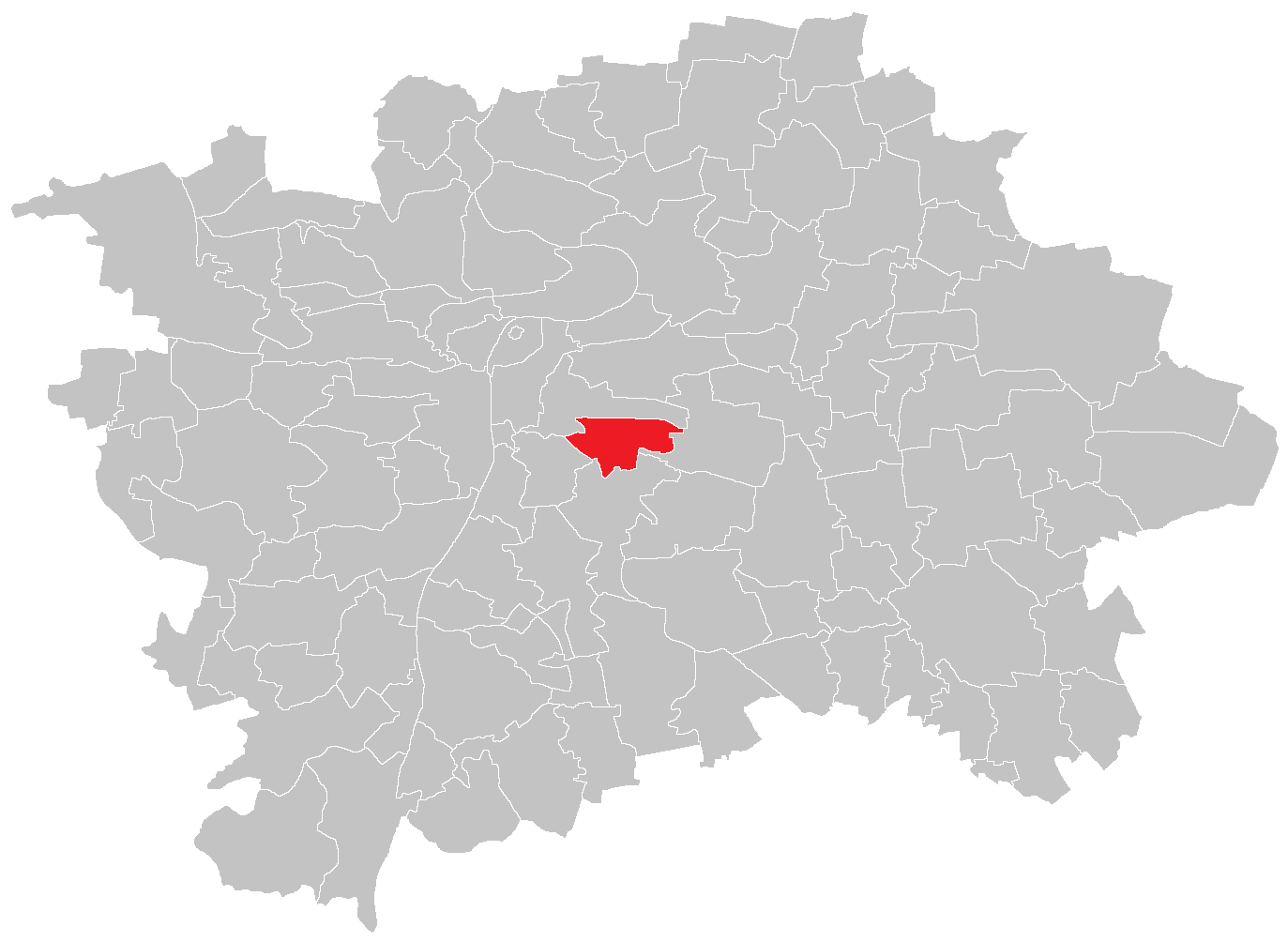
Localización de Vršovice en Praga.

Vršovice es un distrito de Praga, perteneciente al distrito administrativo Praga 10, situado al sureste del centro de la ciudad. Limita al norte con Vinohrady, con Nusle al suroeste, Michle al sur y Strašnice al este. El nombre fue mencionado por primera vez en 1088 en el documento fundacional del Capítulo de Vyšehrad. En 1922 se incorporó a la ciudad de Praga. El distrito cuenta con 107 calles y 1 611 direcciones y tiene alrededor de 38 700 habitantes.

## Servicios
El distrito cuenta con una estación de tren, Praha-Vršovice (anteriormente conocida como Nusle, alemán: Nusl-Verschowitz). Hay un centro comercial llamado Eden y la fábrica de Koh-i-Noor Waldes, que es un fabricante de botones y botones de presión. No se debe confundir con la empresa checa Koh-i-Noor Hardtmuth, uno de los productores y distribuidores de lápices y material de oficina más grandes del mundo.

## Iglesias
Hay dos iglesias católicas, una dedicado a San Wenceslao y otro a San Nicolás, que data de 1374. Desde 1930 existe la Husův sbor o Casa de los Hus, que también fue un teatro en el pasado.

## Deporte
En Vršovice hay dos equipos de fútbol profesional, que son dos clubes importantes del fútbol checo: el SK Slavia Praga y el Bohemians 1905, que disputan el conocido como «derbi de Vršovice». El estadio del Slavia es el Eden Arena, que es el mayor estadio de fútbol de la República Checa, mientras que el Bohemians 1905 cuenta con el histórico estadio Ďolíček. También hay equipos que juegan en las ligas inferiores, por ejemplo el SK Union Vršovice.

## Imágenes

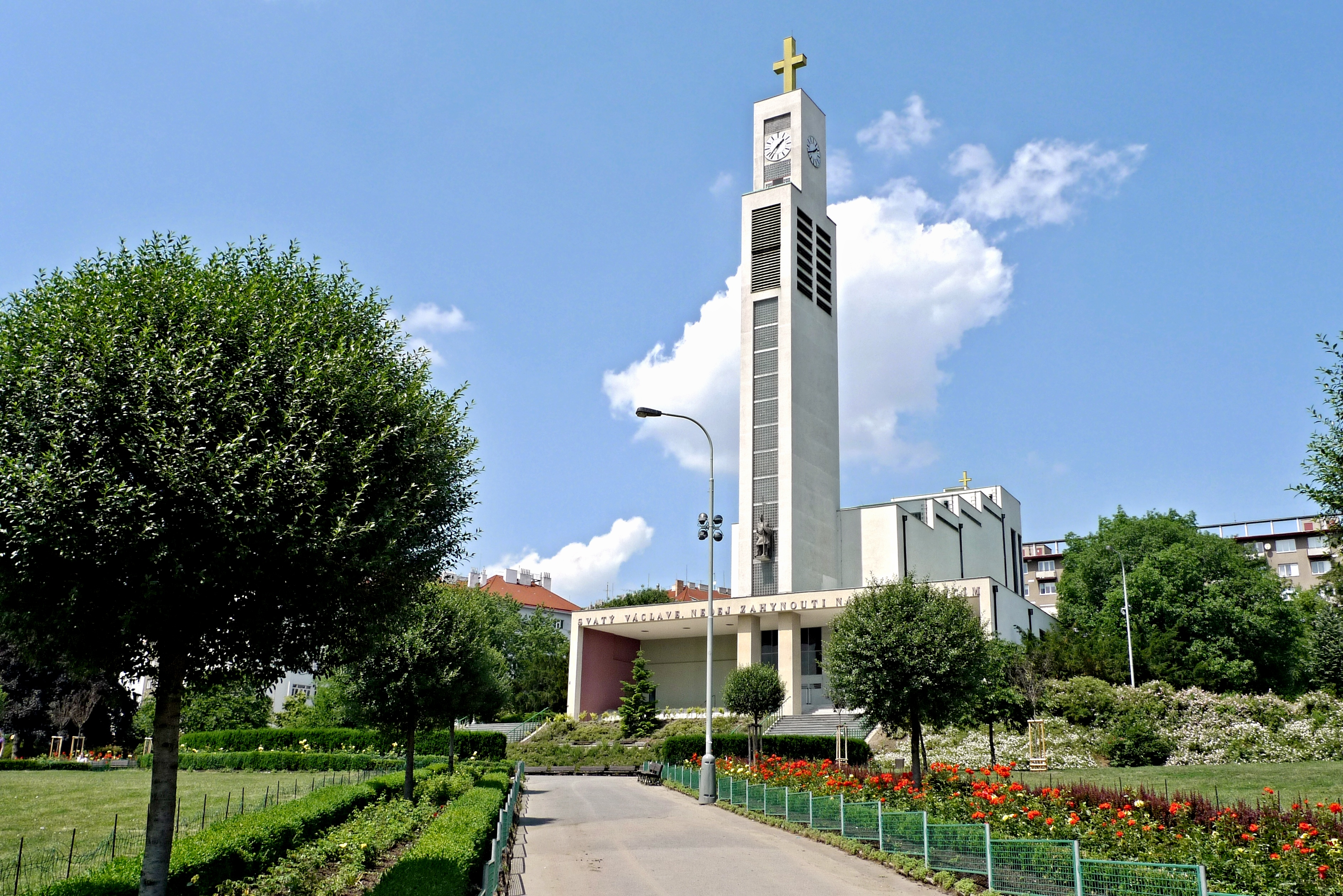
Plaza de Svatopluk Čech e Iglesia de San Wenceslao.
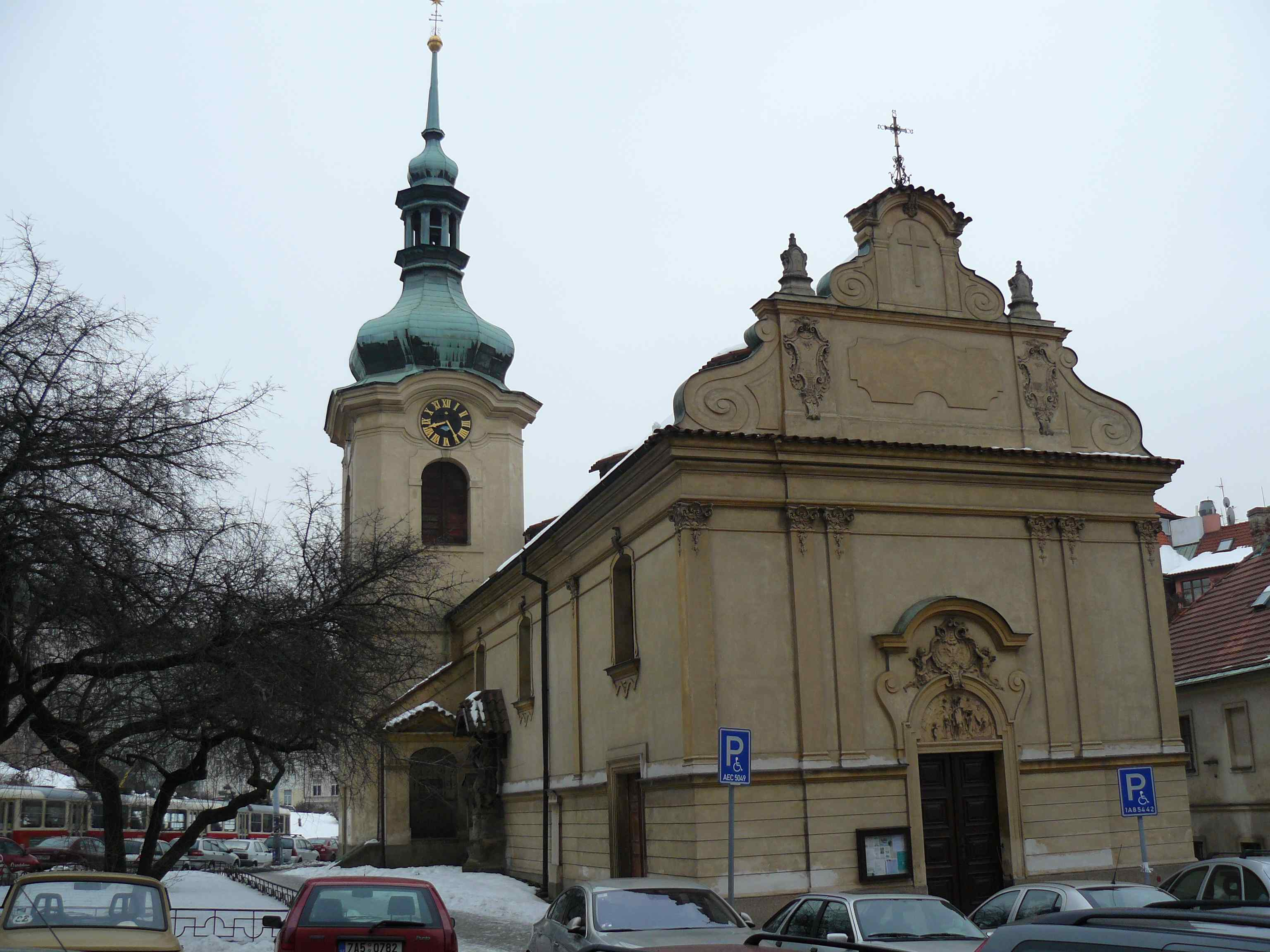
La Iglesia de San Nicolás lleva en Vršovice desde 1374.
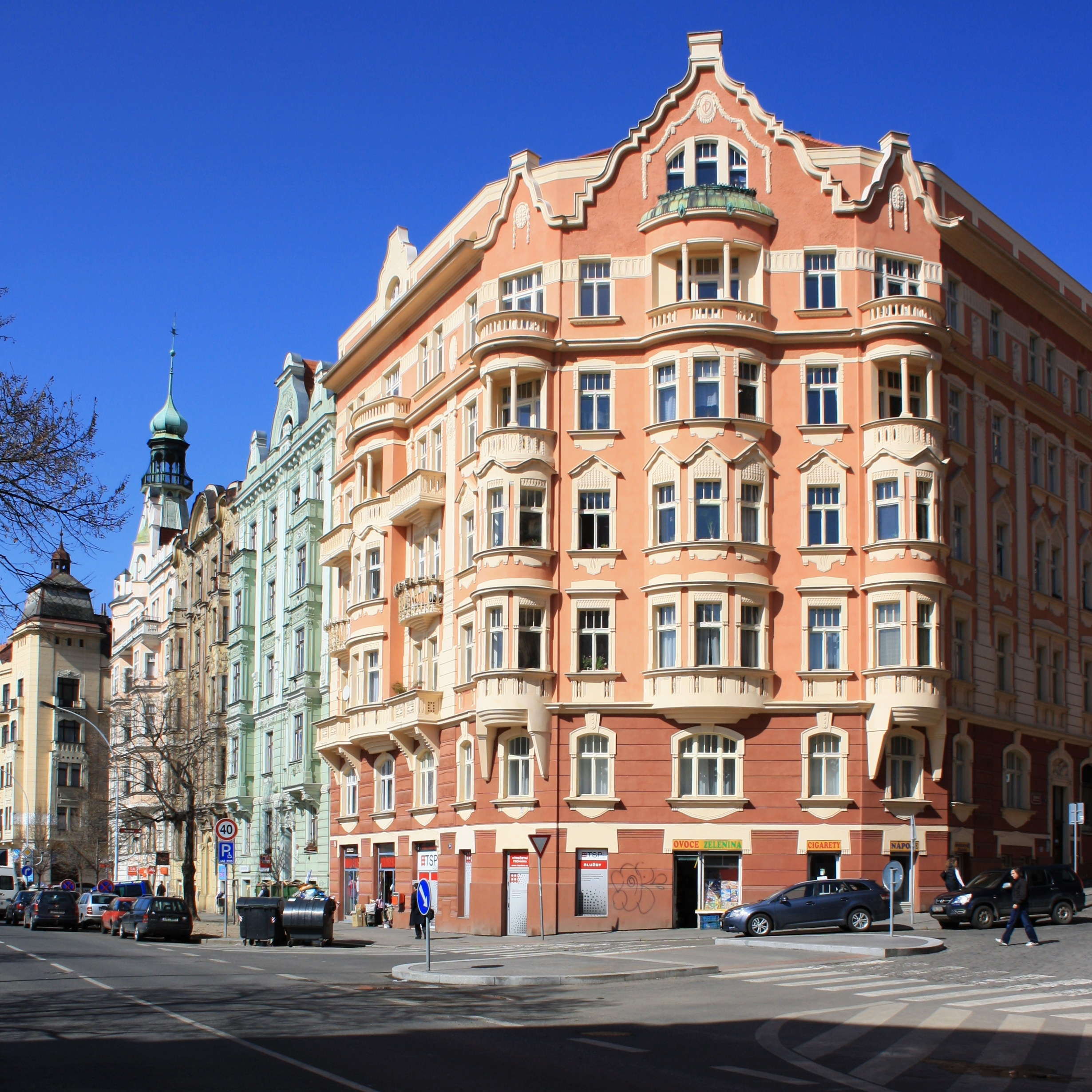
Esquina de las calles Kodaňská y Finská.
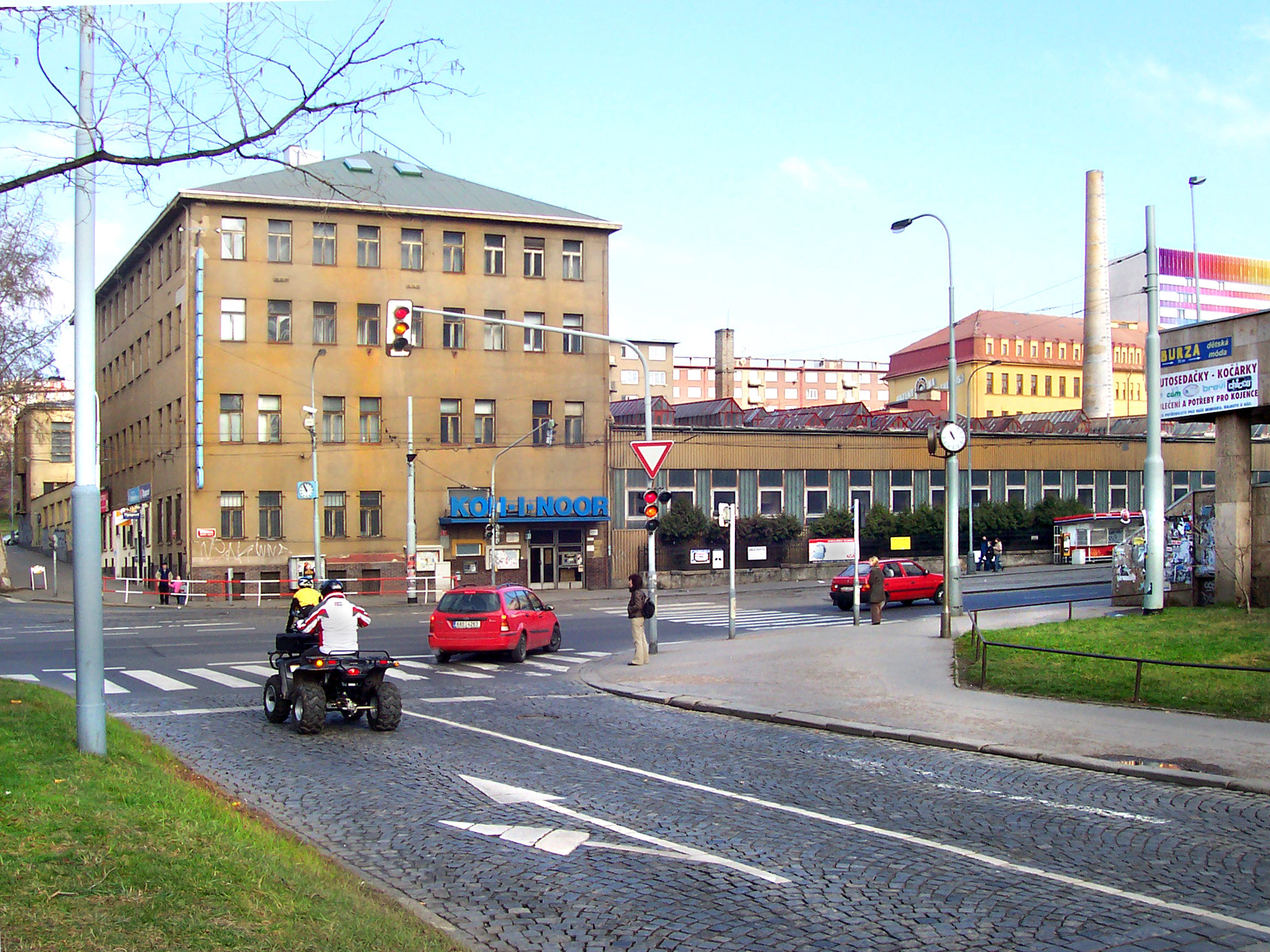
Fábrica de Koh-i-Noor.
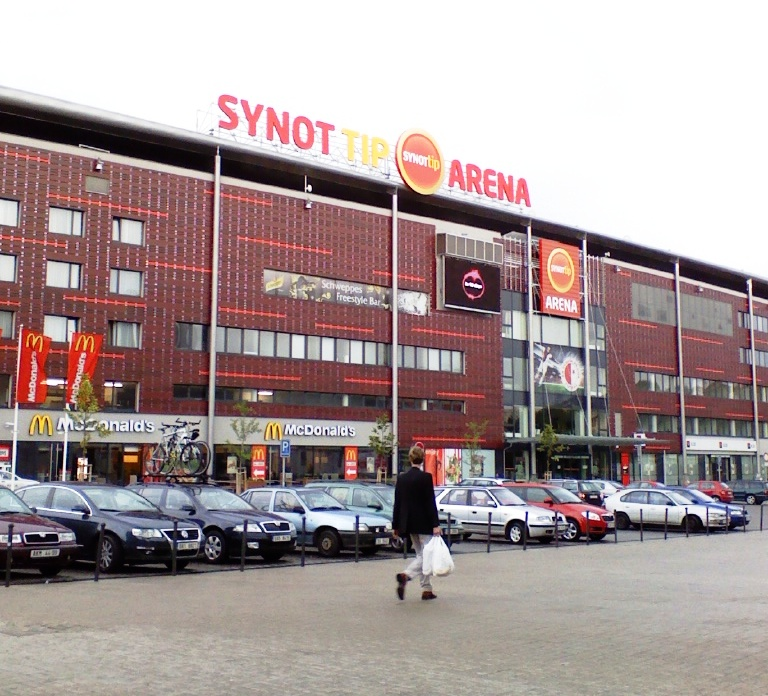
Eden Arena, sede del SK Slavia Praga.